# Temporada de tufões no Pacífico de 1959
A temporada de tufões no Pacífico de 1959 foi considerada um dos anos mais devastadores para os tufões do Pacífico já registrados, com China, Japão e Coreia do Sul sofrendo perdas catastróficas.
O escopo deste artigo é limitado ao Oceano Pacífico, ao norte do equador e a oeste da Linha Internacional de Data. As tempestades que se formam a leste da Linha de Data e ao norte do equador são chamadas de furacões; ver temporada de furacões no Pacífico de 1959. Todos os tufões receberam um nome e um número. Tempestades tropicais e depressões tropicais formadas em toda a bacia do Pacífico oeste receberam um nome e um número pelo Joint Typhoon Warning Center, mas o último não foi adicionado se nenhuma missão de reconhecimento fosse designada. Os sistemas sob responsabilidade do USWB e do FWB não apresentavam número.
A temporada de tufões no Pacífico de 1959 apresentou 24 ciclones tropicais, embora operacionalmente 59 áreas totais de investigação tenham sido classificadas pelo Joint Typhoon Warning Center (JTWC); três sistemas foram controlados pela responsabilidade do FWB em Pearl Harbor e do USWB em Honolulu. Três sistemas eram questionáveis devido à falta de uso de aeronaves de reconhecimento. No total, a temporada contou com 65 ciclones tropicais e áreas de investigação operacional, incluindo o furacão Patsy no Pacífico central, que operacionalmente se acredita ter cruzado a Linha Internacional de Data no Pacífico ocidental. O primeiro relatório anual de ciclones tropicais para o oeste do Oceano Pacífico Norte foi emitido pela agência.

## Resumo da temporada
Dos 33 ciclones tropicais e 65 áreas totais de investigação, 18 tempestades atingiram o status de tufão, abaixo da média anual de 19. Pelo menos nove outros sistemas tropicais nunca excederam operacionalmente a intensidade das tempestades tropicais. A maioria dos sistemas desenvolveu-se dentro dos locais típicos de desova de tufões originários de ondas de leste dentro da Zona de Convergência Intertropical ; as exceções foram Ellen e Georgia, que se desenvolveram a partir de vales de núcleo frio que se estendiam para o sul nas latitudes tropicais. Dos 18 tufões que se formaram, cinco foram detectados pela primeira vez em a 500 km da ilha de Guam. Três dos tufões se desenvolveram lentamente, enquanto outros três se intensificaram rapidamente para o status de tufão em poucas horas. Apenas quatro tufões eram pequenos em diâmetro, enquanto pelo menos três tufões desenvolveram tamanhos grandes e se tornaram as características tropicais dominantes durante a temporada. Dois dos tufões – Joan e Vera – apresentavam pressões do nível do mar abaixo de 900 milibares e foram os ciclones tropicais mais intensos durante a temporada, cada um apresentando ventos de 310 km/h (190 mph) ou superior. Do número total de tufões, 215 missões de reconhecimento foram realizadas nas tempestades, incluindo 3.799 observações e 391 correções totais. O erro médio de trilha para cada aviso de tempestades durante a temporada foi de 102,8 km (63,9 mi) para previsões de 12 horas e 485,4 km (301,6 mi) para previsões de 48 horas.

## Sistemas

### Tempestade tropical Ruby
A primeira tempestade tropical da temporada foi detectada por aeronaves de reconhecimento em 27 de fevereiro a cerca de 300 mi (480 km) ao sul de Yap com ventos de 60 mph (97 km/h). Movendo-se erraticamente para o oeste, Ruby manteve a intensidade até passar 90 mi (140 km) ao sul de Palau em 28 de fevereiro, quando começou a enfraquecer e se mover para oeste-noroeste. Ruby enfraqueceu para abaixo da intensidade da tempestade tropical em 1 de março e depois virou para sudoeste. Dissipou-se mais tarde no mesmo dia 300 mi (480 km) a leste de Mindanao. Ruby não afetou nenhuma grande massa de terra.

### Tempestade tropical Sally
Três dias após a dissipação de Ruby, o segundo ciclone tropical da temporada foi detectado 200 mi (320 km) a sudeste de Majuro nas Ilhas Marshall com ventos de 65 mph (105 km/h) Depois de derivar para noroeste, Sally moveu-se para sudoeste em 5 de março e então começou a mover-se para oeste, com seus ventos flutuando para 80 km/h (50 mph). Sally logo se fortaleceu novamente em 6 de março, atingindo um pico secundário de 60 mph (97 km/h), e manteve sua intensidade por 18 horas enquanto se movia constantemente para o oeste. Depois de enfraquecer para 45 mph (72 km/h) em 8 de março, Sally correu brevemente para o oeste-noroeste em 9 de março e começou a se intensificar quando voltou para o oeste, atingindo rapidamente seu terceiro pico de 60 mph (97 km/h) em 10 de março. Sally enfraqueceu lentamente ao virar para o noroeste e diminuiu a velocidade de avanço, com seus ventos diminuindo para 45 mph (72 km/h) em 11 de março. Depois de se fortalecer brevemente para 60 mph (97 km/h) em 12 de março, Sally virou para o oeste e rapidamente enfraqueceu para uma depressão tropical. A depressão virou brevemente para oeste-sudoeste e se dissipou em 13 de março. 300 mi (480 km) a leste de Mindanao.

### Tufão Tilda
Um mês após a dissipação de Sally, o primeiro tufão da temporada formou-se a partir de uma circulação ciclônica fechada de 300 mi (480 km) ao sul de Chuuk. A circulação derivou para o oeste e os relatórios da superfície mostraram intensificação. Em 14 de abril, uma missão de aeronave de reconhecimento estimou ventos com força de tempestade tropical, e a terceira tempestade tropical da temporada foi batizada de Tilda. Tilda moveu-se lentamente para o noroeste em 15 de abril, à medida que se intensificava em um tufão. Tilda então se moveu geralmente para o noroeste com pequenas flutuações em 16 de abril e no dia seguinte antes de virar para o norte em 18 de abril, quando se intensificou rapidamente. Tilda atingiu seu pico de intensidade de 233 km/h (145 mph) 400 mi (640 km) a oeste de Guam em 19 de abril e enfraqueceu lentamente ao virar para norte-nordeste e diminuir a velocidade de avanço. O tufão ficou quase estacionário por 30 horas em 20 de abril, enfraquecendo para um tufão mínimo no processo no dia seguinte. Depois de flutuar sob fracas correntes de direção, Tilda acelerou para o norte-nordeste em 22 de abril e enfraqueceu para uma tempestade tropical. Tilda se dissipou em 23 de abril quando se fundiu com os ventos de oeste de nível superior 130 mi (210 km) sudoeste de Iwo Jima. Trinta e sete avisos para Tilda foram emitidos pelo Joint Typhoon Warning Center ao longo de sete dias. Tilda não causou danos ou mortes diretas.

### Depressão tropical Violet
A depressão tropical Violet existiu na costa do Vietnã desde 28 de junho a 29 de junho.

### Tempestade tropical Wilda
Após dois meses de inatividade, uma depressão tropical se formou em 4 de julho no Mar da China Meridional 770 km (480 mi) a oeste de Lução. Depois de se deslocar brevemente para o nordeste, a depressão moveu-se erraticamente para o norte em 5 de julho e atingiu a China continental a leste de Hong Kong em 6 de julho. A depressão se dissipou rapidamente depois de se mudar para o interior. Operacionalmente, o sistema foi classificado como uma tempestade tropical sob o nome de Wilda, mas a pós-análise determinou que o ciclone tropical nunca atingiu ventos de 63 km/h (39 mph) ou superior. Nenhuma aeronave de reconhecimento investigou o sistema, que foi um dos três únicos distúrbios não monitorados durante a temporada.

### Depressão tropical Anita
A depressão tropical Anita existiu nas proximidades dos Estados Federados da Micronésia desde 4 de julho a 6 de julho.

### Tufão Billie
Uma área de clima perturbado a leste das Filipinas se organizou em uma depressão tropical em 12 de julho. Movendo-se para o noroeste, rapidamente se fortaleceu, alcançando o status de tempestade tropical no final de 12 de julho e força de tufão. Depois de atingir o pico de 169 km/h (105 mph), Billie cruzou o nordeste de Taiwan, enfraqueceu rapidamente e atingiu o leste da China no dia 15. Um vale de baixa pressão trouxe a tempestade para nordeste, onde após enfraquecer para uma tempestade tropical, atravessou o Mar Amarelo e cruzou a Península Coreana, perdendo características tropicais no dia 18. O tufão Billie causou inundações extremas no nordeste de Taiwan, causando $ 500.000 em danos materiais, deixando 10.000 desabrigados na capital Taipé e matando 1. No Japão, as bordas externas do tufão causaram chuvas torrenciais, matando 45 pessoas e destruindo mais de 65.000 casas.

### Tufão Ellen
O tufão Ellen de 185 km/h, que atingiu seu pico no sul do Japão em 4 de agosto, atingiu a parte sul do país no dia 7. É paralelo à porção sul do arquipélago e tornou-se extratropical no dia 9 sobre o oceano Pacífico ocidental aberto. Ellen caiu até 890 mm (35 in) de chuva no Japão, matando 11 e causando graves danos às plantações de arroz. O maior efeito de Ellen, no entanto, foi em Taiwan, onde chuvas torrenciais associadas ao tufão causaram inundações desastrosas que mataram quase 700 pessoas, deixaram dezenas de milhares desabrigadas e destruíram grande parte da infraestrutura de transporte na parte central e sudoeste da ilha. Algumas localidades receberam quase 50 polegadas de chuva em três dias, superando os totais médios anuais locais. O evento de chuva mais forte foi em 7 de agosto, quando até 640 mm (25 in) de chuva caiu nas montanhas e planícies ocidentais, fazendo com que rios e riachos transbordassem de diques e inundassem milhares de hectares de terras agrícolas, levando embora aldeias rurais e causando inundações urbanas generalizadas também em Taichung e outras cidades. O impacto econômico foi particularmente extenso e duradouro devido à inundação generalizada de terras agrícolas. Em Taiwan, o evento é lembrado como o "Grande Dilúvio de 7 (8-7) de agosto".

### Depressão tropical Fran
A depressão tropical Fran existiu perto de Guam desde 11 de agosto a 12 de agosto.

### Tufão Georgia
Apenas 4 dias depois que Ellen atingiu o Japão, o tufão Georgia de 169 km/h (105 mph) atingiu a parte sudeste do país. A Geóogia trouxe mais chuvas fortes para o país, causando 246 mortes e deixando mais de 50.000 desabrigados. A Geórgia causou danos torrenciais à rede ferroviária do Japão e, combinado com o tufão Ellen, produziu um dano total de $ 50 milhões (1959 USD).

### Depressão tropical Hope
A depressão tropical Hope existiu no Mar da China Meridional desde 17 de agosto a 19 de agosto.

### Tufão Iris
O tufão Iris, que formou-se em 19 de agosto a leste de Lução, passou perto da porção nordeste da ilha no dia 21 como um tufão mínimo. Ele virou para o noroeste, atingindo um pico de 169 km/h (105 mph) antes de enfraquecer para uma tempestade tropical. Iris atingiu a costa sudeste da China no dia 22 e se dissipou rapidamente. O tufão Iris causou mar agitado na costa de Luzon, afundando pelo menos dois navios e matando 89 pessoas. Na China, a tempestade trouxe chuvas torrenciais, matando 720 pessoas com 996 desaparecido na província de Fujian, no sudeste da China; no entanto, de acordo com a Administração Nacional Oceânica e Atmosférica, o número de mortos pode chegar a 2.334.

### Tufão Joan
Em 25 de agosto, a tempestade tropical Joan se formou no Pacífico Ocidental aberto e atingiu o status de tufão no início do dia seguinte. À medida que Joan se movia para oeste-noroeste, ele continuou a se intensificar rapidamente, atingindo o status de supertufão no dia 28 e ventos máximos de 314 km/h (195 mph) no dia 29. Tais ventos são duvidosos, devido à incipiente Aeronave de Reconhecimento da época e à falta de imagens de satélite. No entanto, Joan foi um poderoso tufão e atingiu o leste de Taiwan com ventos estimados de 298 km/h (185 mph) no dia 29. Enfraqueceu rapidamente ao cruzar a ilha e o Estreito de Formosa, e se dissipou sobre a China no dia 31. Ventos fortes e fortes inundações causaram 11 vítimas e US$ 3 milhões em danos às colheitas. Os danos materiais também foram extensos, com 3.308 casas destruídas pelo tufão. Na China, 3 pessoas foram mortas e 57 ficaram feridas de Joan.

### Tempestade tropical Kate
A tempestade tropical Kate existiu a leste das Filipinas desde 25 de agosto a 27 de agosto.

### Tufão Louise
Apenas 5 dias depois que Joan chegou a Taiwan, o tufão Louise de 217 km/h (135 mph) atingiu o sudeste de Taiwan e enfraqueceu rapidamente à medida que se movia para o norte. Depois de enfraquecer para uma depressão tropical sobre a China, fortaleceu-se novamente para uma tempestade tropical antes de atingir a Coreia do Norte e se dissipar em 7 de setembro. Louise deixou 6 mortos e mais de 6.000 desabrigados.

### Depressão tropical Marge
A depressão tropical Marge existiu no Mar da China Meridional desde 2 de setembro a 3 de setembro.

### Tempestade tropical Nora
A tempestade tropical Nora existiu desde 5 de setembro a 12 de setembro.

### Depressão tropical Opala
A tempestade tropical Opal existiu desde 5 de setembro a 6 de setembro.

### Tufão Patsy
Em 6 de setembro, relatos de aeronaves indicavam a existência de uma tempestade tropical perto da Linha Internacional de Data. Etapas anteriores foram perdidas devido à falta de dados na área isolada. Uma depressão moveu Patsy para o nordeste. Uma segunda calha então se desenvolveu, dominou a primeira e curvou Patsy para o nordeste. Em seguida, dirigiu-se lentamente para o norte e enfraqueceu gradualmente. Ele se dissipou em 10 de setembro. O caminho errático de Patsy perto da linha de data era incomum e nenhum ciclone tropical conhecido havia seguido esse caminho nos dez anos anteriores, embora o do tufão de junho de 1958 fosse um pouco semelhante.
A "melhor trilha" da Agência Meteorológica do Japão não fornece a velocidade do vento, apenas indicando que Patsy foi um tufão. O relatório do Joint Typhoon Warning Center discorda da localização, mas também tem a velocidade máxima do vento de Patsy a leste da linha de data; os dados do JMA não indicam velocidades do vento. Patsy é um cruzador incomum de oeste para leste da linha de data. Incluindo apenas sistemas reconhecidos pelo Central Pacific Hurricane Center, isso só aconteceu seis vezes desde então.

### Depressão tropical Ruth
A depressão tropical Ruth existiu desde 8 de setembro a 10 de setembro.

### Tufão Sarah
Supertufão Sarah, que atingiu um pico de 310 km/h (190 mph) em 15 de setembro, enfraqueceu para tufão de 185 km/h (115 mph) pouco antes de atingir o sul da Coreia do Sul no dia 17. Ele continuou para o nordeste e se dissipou no dia 19 sobre o norte do Japão. Nas ilhas Ryūkyū, os ventos fortes e a chuva de Sarah causaram 6 mortes e destruíram 6.000 casas, causando $ 2 milhões em danos às colheitas. Em toda a Coreia, inundações extremas e tempestades mataram 669 pessoas e deixou 782.126 desabrigados um dia antes do Chuseok, que é um dos maiores feriados da Coreia. Danos extremos à colheita e danos à propriedade totalizaram $ 100 milhões (1959 USD) (US$ 638 milhões 2005 USD). Inundações no Japão mataram 24, com milhares de casas destruídas ou danificadas.

### Depressão tropical Thelma
A depressão tropical Thelma existiu entre Palau e Guam desde 18 de setembro a 19 de setembro.

### Tufão Vera
Vera desenvolveu-se em 20 de setembro entre Guam e Chuuk, e inicialmente seguiu para o oeste antes de tomar um curso mais ao norte, atingindo força de tempestade tropical no dia seguinte. A essa altura, Vera assumiu uma direção de movimento mais para o oeste e começou a se intensificar rapidamente, atingindo seu pico de intensidade em setembro. 23 com ventos máximos sustentados equivalentes aos de uma categoria moderna 5 furacão. Com pouca mudança na força, Vera curvou e acelerou para o norte, resultando em um landfall em setembro. 26 perto de Shionomisaki em Honshu. Os padrões de vento atmosférico fizeram com que o tufão emergisse brevemente no Mar do Japão antes de voltar a se curvar para o leste e se mover para a costa de Honshu pela segunda vez. O movimento sobre a terra enfraqueceu muito Vera e, depois de reentrar no Oceano Pacífico Norte mais tarde naquele dia, Vera fez a transição para um ciclone extratropical em setembro. 27; esses remanescentes continuaram a persistir por mais dois d ias.
Embora Vera tenha sido previsto com precisão e sua rota para o Japão tenha sido bem antecipada, a cobertura limitada de telecomunicações, combinada com a falta de urgência da mídia japonesa e a intensidade da tempestade, inibiu muito os processos potenciais de evacuação e mitigação de desastres. A precipitação das bandas de chuva externas da tempestade começou a causar inundações nas bacias hidrográficas bem antes da chegada da tempestade. Ao chegar à costa de Honshu, o tufão trouxe uma forte tempestade que destruiu vários sistemas de defesa contra inundações, inundando regiões costeiras e afundando navios. Total de danos de Vera chegou a US $ 600 milhões. O número de mortes causadas por Vera permanece discrepante, embora as estimativas atuais indiquem que o tufão causou mais de 5.000 mortes, tornando-se um dos tufões mais mortíferos da história japonesa. Também feriu quase 39.000 pessoas e deixou cerca de 1,5 milhão de pessoas desabrigadas.

### Tufão Amy
Tufão Amy desenvolveu-se perto de Yap em 3 de outubro. Após o fortalecimento e subsequente enfraquecimento, Amy atingiu o Japão. Pouco tempo depois, o sistema tornou-se extratropical em 9 de outubro.

### Tempestade tropical Babs
A tempestade tropical Babs desenvolveu-se no Mar da China Meridional em 5 de outubro. A tempestade atingiu o lado oeste de Luzon, antes de entrar no Oceano Pacífico. até 10 de outubro, Babs se dissipou ao sul das ilhas Ryukyu.

### Tufão Charlotte
Uma área de baixa pressão organizou-se em uma depressão tropical em 9 de outubro a leste das Filipinas. Ele se moveu para noroeste, intensificando-se rapidamente para o status de tufão no dia 10. Charlotte continuou a se intensificar e atingiu um pico de 266 km/h (165 mph) no dia 13 antes de voltar a fazer uma curva para nordeste. O ar mais frio e seco enfraqueceu o tufão e, depois de passar perto de Okinawa no dia 16, ele ficou paralelo à costa sul do Japão. A tempestade enfraquecida virou para o leste e se dissipou no dia 19. Charlotte trouxe um total de 610 mm (24 in) de chuva em Okinawa, causando deslizamentos de terra que danificaram grande parte da ilha. Os danos às lavouras foram graves, com 75% da lavoura de arroz destruída. A inundação de um metro e meio em algumas áreas danificou 618 casas e destruiu 275. Ao todo, Charlotte causou 46 vítimas e deixou 1.068 desabrigados.

### Tufão Dinah
Apenas algumas semanas após o supertufão Vera, outro movimento para o norte Supertufão de 270 km/h (170 mph) estava se movendo para o norte em direção ao Japão. A virada de Dinah para o nordeste poupou o país, que se tornou extratropical em 21 de outubro a leste do arquipélago.

### Tufão Emma
O tufão Emma existiu desde 5 de novembro a 15 de novembro.

### Tufão Freda
Uma perturbação na Zona de Convergência Intertropical organizada em uma tempestade tropical a leste das Filipinas em 13 de novembro. Freda moveu-se para oeste-noroeste, alcançando o status de tufão no dia seguinte. À medida que acompanhava a costa nordeste de Luzon, intensificou-se rapidamente para 217 km/h (135 mph) tufão, e atingiu a costa no dia 16 com ventos ligeiramente mais fracos de 120, o enfraquecimento devido à interação terrestre. Freda enfraqueceu rapidamente ao cruzar a ilha e virou para o norte. Depois de passar perto de Taiwan no dia 18, acelerou para o norte e se tornou extratropical no dia 20. Freda trouxe chuvas torrenciais para a cidade de Manila, levando duas embarcações a encalharem. Os danos às colheitas foram graves na parte sul da ilha, enquanto 7.600 pessoas ficaram desabrigadas devido às enchentes. O Freda causou 58 mortes ao passar pelas Filipinas.

### Tufão Gilda
Em 18 de dezembro o supertufão Gilda de 282 km/h (175 mph) atingiu a costa leste das Filipinas. Atravessou rapidamente o arquipélago e enfraqueceu sobre o Mar da China Meridional. Gilda atingiu a costa sudeste do Vietnã no dia 21 como uma tempestade tropical e se dissipou no dia seguinte. Gilda causou 23 vítimas nas Filipinas devido a chuvas intensas e deixou quase 60.000 desabrigados.

### Tufão Harriet
Em 30 de dezembro, poucas semanas depois de Gilda, o tufão Harriet de 240 km/h (150 mph) atingiu o leste das Filipinas. Enfraqueceu ao cruzar as ilhas e se dissipou no Mar da China Meridional em 2 de janeiro. Harriet trouxe fortes ventos e chuvas para Luzon, causando danos consideráveis a propriedades e colheitas. Ao todo, o tufão matou 5 pessoas e deixou mais de 12.000 desabrigados.

## Nomes das tempestades
| - Agnes - Bess - Carmen - Della - Elaine - Faye - Gloria - Hester - Irma - Judy - Kit - Lola - Mamie - Nina - Ophelia - Phyllis - Rita - Susan - Tess - Viola - Winnie | - Alice - Betty - Cora - Doris - Elsie - Flossie - Grace - Helen - Ida - June - Kathy - Lorna - Marie - Nancy - Olga - Pamela - Ruby 2W - Sally 3W - Tilda 4W - Violet 5W - Wilda 6W | - Anita 7W - Billie 8W - Clara - Dot 6C - Ellen 12W - Fran 13W - Georgia 14W - Hope 15W - Iris 18W - Joan 21W - Kate 20W - Louise 22W - Marge - Nora 26W - Opal 27W - Patsy 29W - Ruth 31W - Sarah 33W - Thelma 36W - Vera 39W - Wanda 13C | - Amy 40W - Babs 41W - Charlotte 42W - Dinah 43W - Emma 46W - Freda 48W - Gilda 56W - Harriet 58W - Ivy - Jean - Karen - Lucille - Mary - Nadine - Olive - Polly - Rose - Shirley - Trix - Virginia - Wendy |

Três tempestades do Pacífico Central se desenvolveram e foram nomeadas Dot, Patsy e Wanda. A política na época era usar a nomenclatura do Pacífico Ocidental para a bacia.